# Тегернзе (Германия)
Тегернзе (на немски: Tegernsee) е град на езерото Тегернзе в Горна Бавария, Германия с 3669 жители (към 31 декември 2018) и климатичен курорт.
Намира се до северния край на Алпите. На 15 май 1954 г. получава права на град.
- Тегернзе (1900)
- Манастир Тегернзе